# فردنبک
فردنبک (به آلمانی: Fredenbeck) یک شهر در آلمان است که در Fredenbeck واقع شده‌است. فردنبک ۵٬۸۴۲ نفر جمعیت دارد.